# Hemicyon
Hemicyon is een geslacht van uitgestorven roofdieren uit de familie Hemicyonidae, een groep met uiterlijke kenmerken van zowel de hondachtigen als van de beren. Het geslacht omvat meerdere soorten die in het Mioceen in Azië, Europa en Noord-Amerika leefden.

## Uiterlijk en leefwijze
Hemicyon was anderhalve meter lang en leek op een zwaargebouwde hond. Hemicyon was vermoedelijk een actieve jager en in tegenstelling tot de echte beren een teenganger en daardoor een snelle renner.

## Fossielen
Fossielen van Hemicyon zijn gevonden in de Verenigde Staten (Florida, Delaware en New Mexico), Spanje (Aragón en Madrid), Frankrijk, Slowakije, Bosnië, Turkije en China.

## Soorten

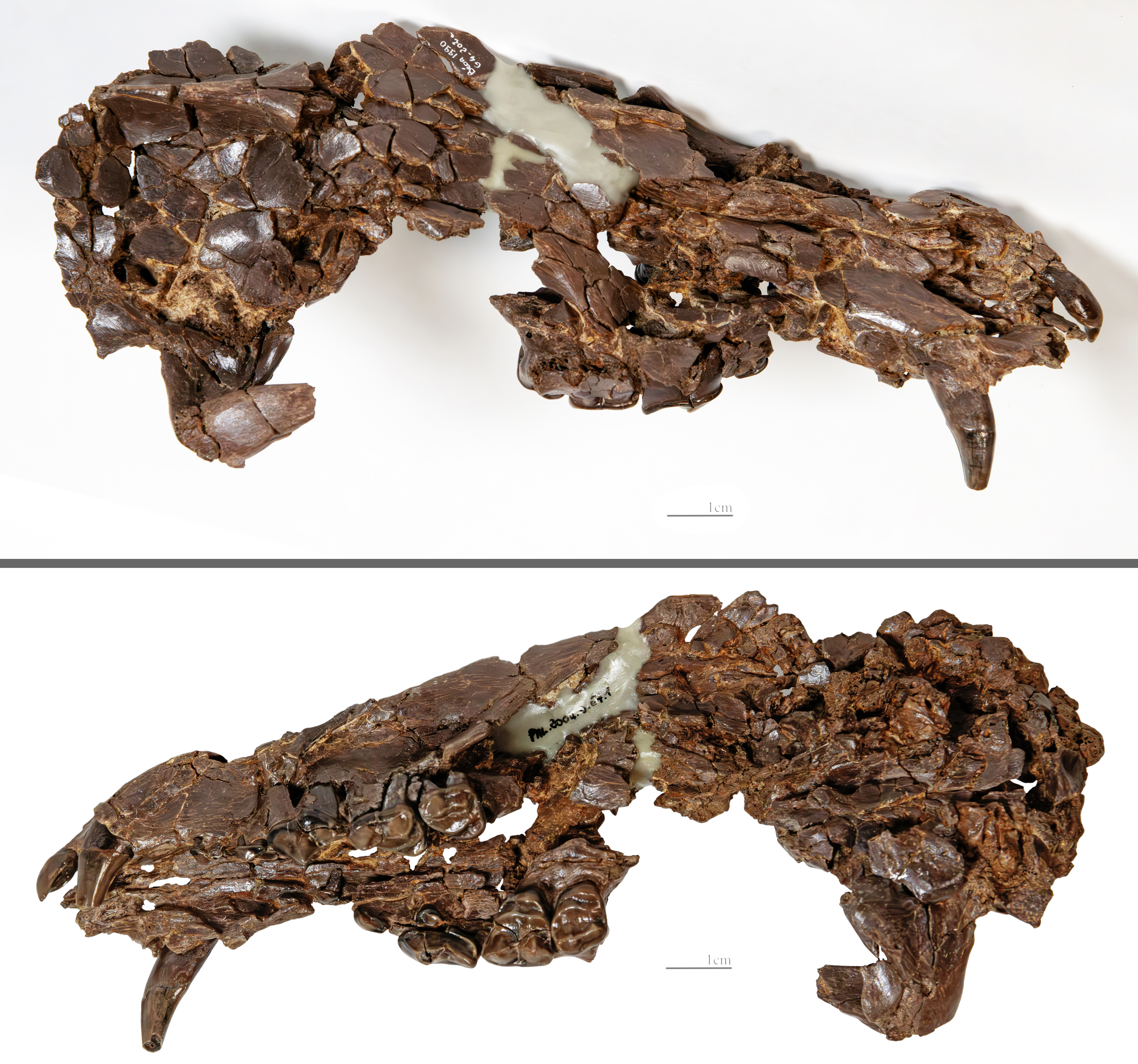
Schedel Montreal-du-Gers - Museum van Toulouse

- †H. barbouri, Lartet, 1851
- †H. californicus
- †H. cf. stehlini
- †H. gargan
- †H. goeriachensis
- †H. hareni
- †H. sansaniensis
- †H. mayorali
- †H. stehlini
- †H. teilhardi
- †H. ursinus
- †H. youngi